# خوان ساينز-دايز غارسيا
خوان ساينز-دايز غارسيا هو سياسي إسباني، ولد في 1904 في سانتياغو دي كومبوستيلا في إسبانيا، وتوفي في 12 أكتوبر 1990 في مدريد في إسبانيا. نشط حزبياً في الشركة التقليدوية ‏.